# Joshiro Maruyama
Joshiro Maruyama (Miyazaki, 11 agosto 1993) è un ex judoka giapponese.

## Biografia
Ha rappresentato il Giappone ai Giochi asiatici di Giacarta 2018, dove ha vinto l'argento nei 66 chilogrammi, dopo essere rimasto sconfitto nella finale contro il sudcoreano An Ba-ul.
Ai mondiali di Tokyo 2019 si è laureato campione del mondo nel torneo dei 66 chilogrammi, battendo in finale il sudcoreano Kim Lim-hwan.
La federazione giapponese per decidere il judoka da convocare ai Giochi olimpici estivi di Tokyo 2020 nella categoria 66 chilogrammi, ha organizzato un incontro secco tra di lui e Hifumi Abe, con quest'ultimo che ha vinto il match. 
Il 6 giugno 2021 si è laureato per la seconda volta campione del mondo ai mondiali in Ungheria, battendo in finale l'italiano Manuel Lombardo.
Il 6 ottobre 2022 è arrivato secondo ai mondiali di Tashkent, perdendo la finale con il connazionale Hifumi Abe.
Il 7 maggio 2023 si è classificato nuovamente secondo ai mondiali di Doha, perdendo la finale sempre col connazionale Hifumi Abe. 

## Palmarès
- Mondiali

Tokyo 2019: oro nei 66 kg.
Budapest 2021: oro nei 66 kg.
Tashkent 2022: argento nei 66 kg.
Doha 2023: argento nei 66 kg.

- Giochi asiatici

Giacarta 2018: argento nei 66 kg.

### Vittorie nel circuito IJF
| Data             | Località   | Paese      | Categoria  |
| ---------------- | ---------- | ---------- | ---------- |
| 10 febbraio 2018 | Almaty     | Kazakistan | Grand Prix |
| 25 maggio 2018   | Hohhot     | Cina       | Grand Prix |
| 23 novembre 2018 | Osaka      | Giappone   | Grand Slam |
| 15 dicembre 2018 | Guangzhou  | Cina       | Master     |
| 22 febbraio 2019 | Düsseldorf | Germania   | Gran Prix  |